# La Almunia de Doña Godina
La Almunia de Doña Godina è un comune spagnolo di 7 000 abitanti situato nella comunità autonoma dell'Aragona. È il capoluogo della comarca di Valdejalón.
Ubicata a 271 km da Madrid, lungo il percorso della Carretera Nacional n. II, la Almunia de Doña Godina è un importante centro agricolo aragonese (alberi da frutta). L'economia si basa inoltre sull'industria di trasformazione alimentare e sul commercio.
Fra i suoi monumenti ricordiamo la Chiesa dell'Assunzione di stile mudéjar (arabo-spagnolo), la Chiesa di San Lorenzo e il Palazzo dei cavalieri di San Giovanni.
Nelle vicinanze si trova il convento della Vergine di Cabaňas, del secolo XII, opera di notevole interesse artistico.
La Almunia ospita la Scuola Universitaria Politecnica (EUPLA), sede distaccata dell'Ateneo di Saragozza.
Il primo nome del nucleo urbano fu La Almunia de Cabañas. Durante il XIII secolo il toponimo fu cambiato nell'attuale La Almunia de Doňa Godina, per rendere onore alla proprietaria delle terre ove sorgeva il paese, doña Goda de Focés.

## Folklore e tradizioni popolari
Come in tutto il resto dell'Aragona, anche a La Almunia, sono popolari le Jotas (canzoni popolari accompagnate dalla fisarmonica).
Dal 24 al 29 settembre si festeggia il santo patrono, Santa Pantaria. Tradizionalmente c'erano fiere agricole con mostre e commercio di bestiame. Attualmente sono state trasformate in feste con concerti, festival e attività diverse per ogni tipo di pubblico.